# Exuperantius von Cingoli

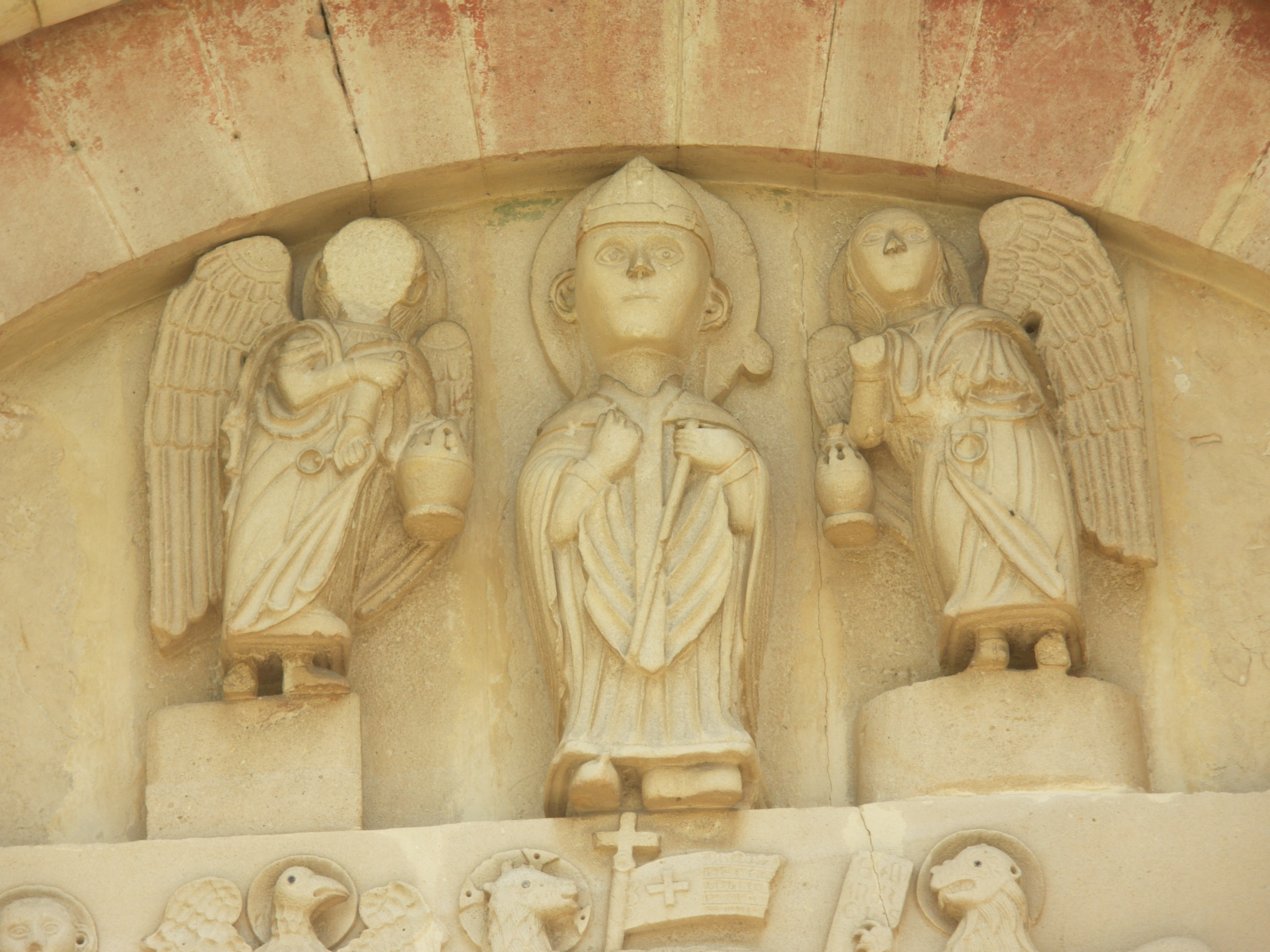
Der hl. Exuperantius zwischen inzensierenden Engeln; Darstellung an der Stiftskirche St. Exuperantius in Cingoli

Exuperantius von Cingoli (italienisch Esuperanzio di Cingoli) ist der überlieferte Name eines Bischofs von Cingoli im 5. Jahrhundert und Heiligen der katholischen Kirche. Seine Vita, von einem unbekannten Verfasser gegen Ende des 13. Jahrhunderts aufgeschrieben, zeigt – in starker Anlehnung an die Nazariuslegende – das Modell eines christusförmigen Bischofs und erlaubt keine Rückschlüsse auf eine historisch fassbare Persönlichkeit.

## Legende
Der mit Wunderberichten durchsetzten Vita zufolge wurde Exuperantius in der römischen Provinz Africa zur Zeit der Vandaleninvasion als Sohn einer einflussreichen heidnischen Familie geboren. Entgegen den Karriereplänen des Vaters entschied er sich schon in frühester Jugend für das Christentum, ließ sich taufen und reiste, unter Stürmen und Gefahren, mit dem Schiff nach Rom. Dort begann er eine intensive Missionstätigkeit und bekämpfte offensiv das Heidentum. Er wurde verhaftet, kam aber durch Vermittlung des Papstes frei. Dieser ernannte ihn zum Bischof von Cingoli in den Marken. Nach anfänglicher Weigerung aus Bescheidenheit und Selbstzweifeln nahm Exuperantius das Amt an und übte es fünfzehn Jahre lang bis zu seinem Tod so aus, dass er höchste Wertschätzung und Liebe des Volkes gewann und viele zum Glauben bekehrte.
Zweifel an der Exuperantiuslegende wurden bereits seit dem 18. Jahrhundert geäußert.